# Aghin
Aghin (in armeno Աղին?) è un comune di 598 abitanti (2010) della provincia di Shirak in Armenia.